# Grgeteg-kolostor
Grgeteg-kolostor a szerb ortodox egyház kolostora a szerémségi Tarcal-hegység (Fruška Gora) déli lejtőjén, Grgeteg falu közelében.
Az egykori kolostor neve Prnjavor volt. A kolostor templomát Szent Miklósnak szentelték. A hagyomány szerint Vuk Grgurević Branković(en) (kb.1440–1485) Szerbia despotája hatalomra-kerülése évében alapította (1471). Feltételezhető, hogy a kolostor 1459 és 1521 között épült ki. Az első megbízható adatok a kolostorról török feljegyzésekből származnak (1546). A kolostor gyakran menedéket adott Szerbia török invázió miatt menekülő szerzeteseinek.
A török-osztrák háborúban (1683–1699) leégett (1688) és teljesen néptelenné lett a kolostor. Újjáépítése csak azután kezdődött el, amikor I. Lipót német-római császár Ézsaiás Đaković(sr) (?–1708) karlócai Metropolitának adományozta azt (1708). A régi kőtemplom helyett új, barokk templom és harangtorony épült (1770). Elkészültek az új lakóhelyiségek is. A templomot Herman Bolle tervei alapján és vezetésével átépítették (1898–1901). – Az kolostor története két ikonosztázionról tud adatokat. Jakov Orfelin(sr)  (?–1803) által festette ikonosztáziont (1774) templomban ma látható Uroš Predić által festett ikonosztázion váltotta fel (1902). – A második világháborúban a kolostor súlyosan megsérült, megsemmisült a torony, és sok lakóépület is. A helyreállítások 1953-ig tartottak. – A templom ikonja a Bogorodica Trojeručica(en), amit számos zarándok keres fel.

## Képek a kolostorról

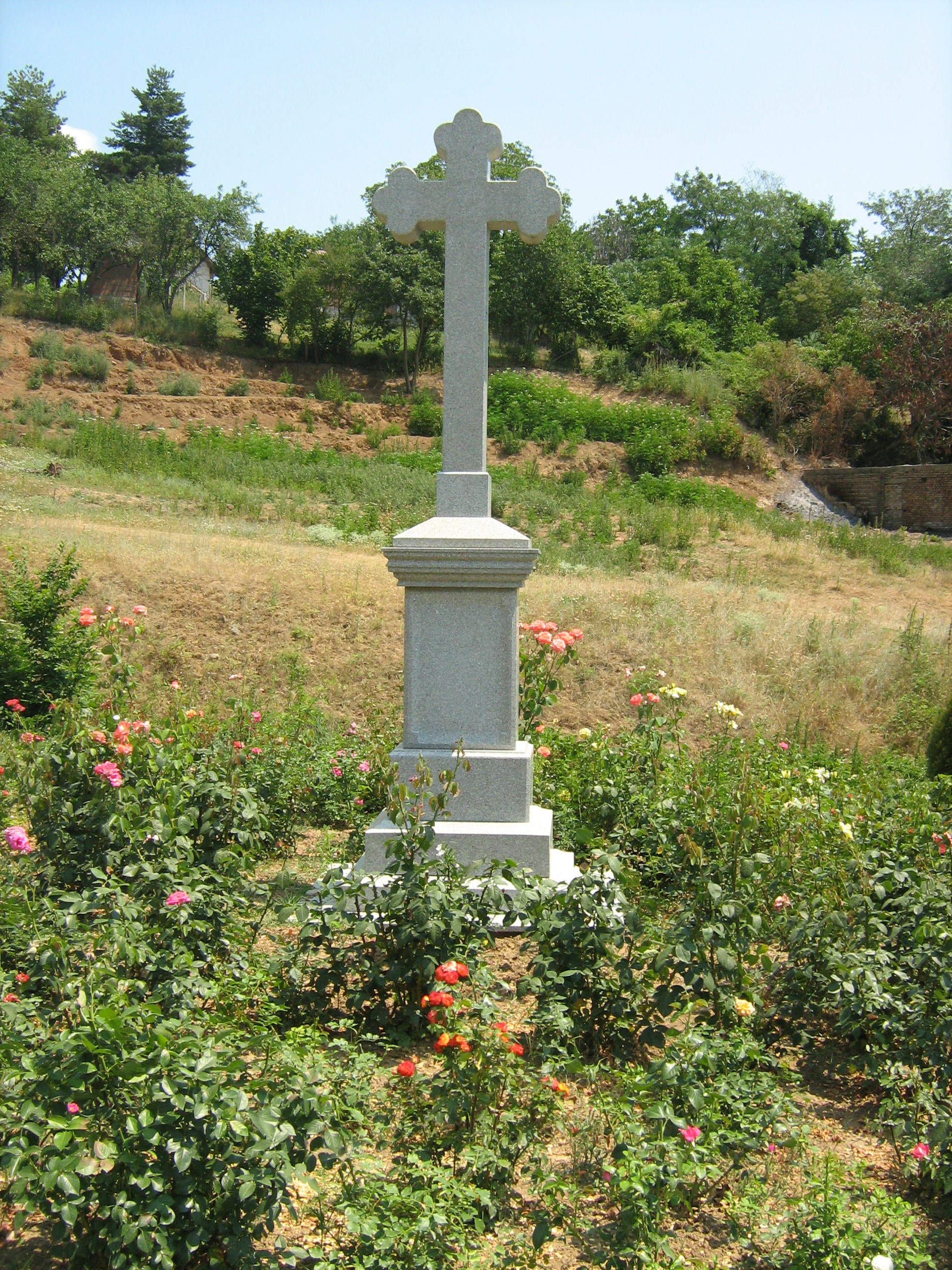
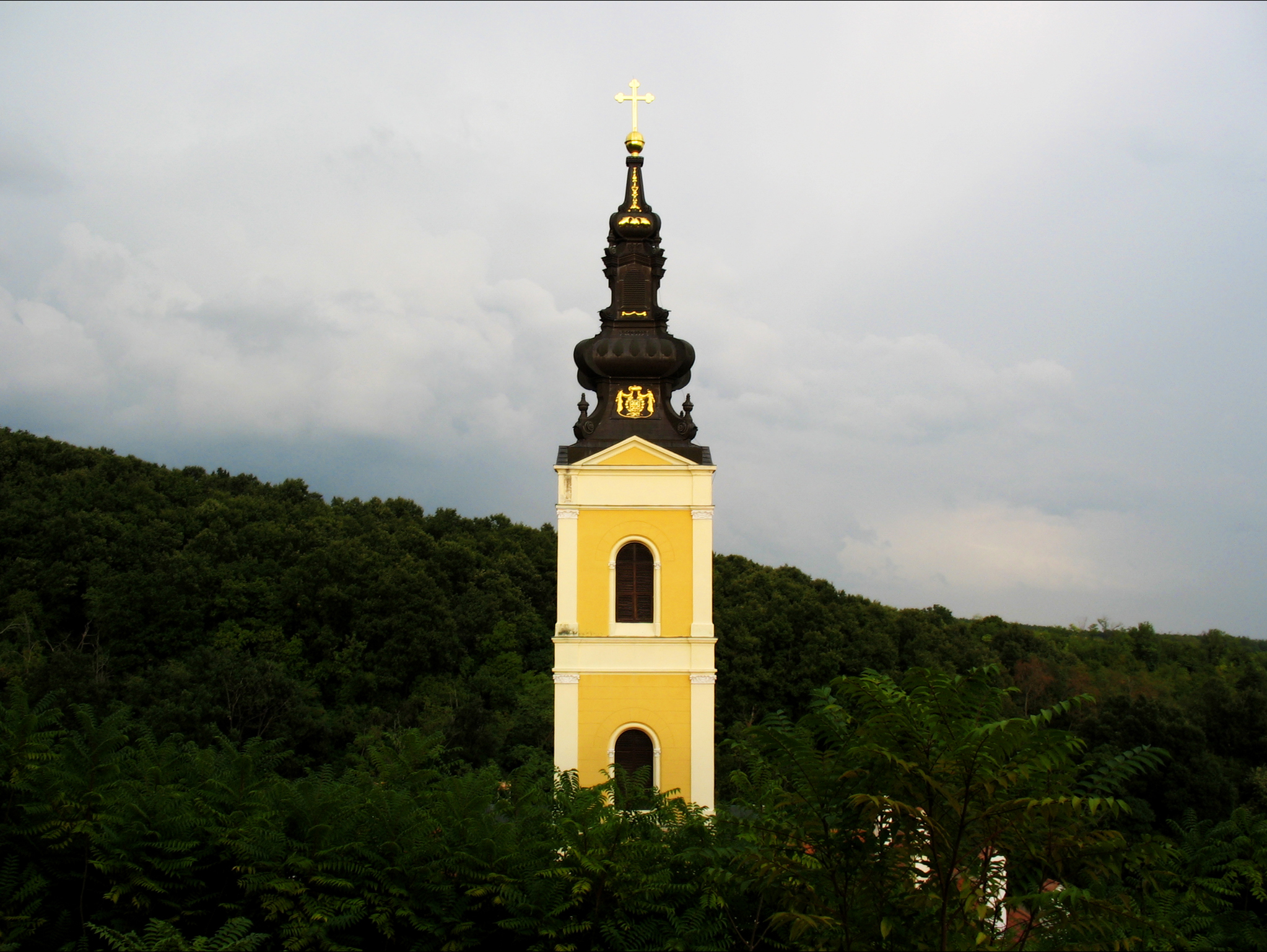
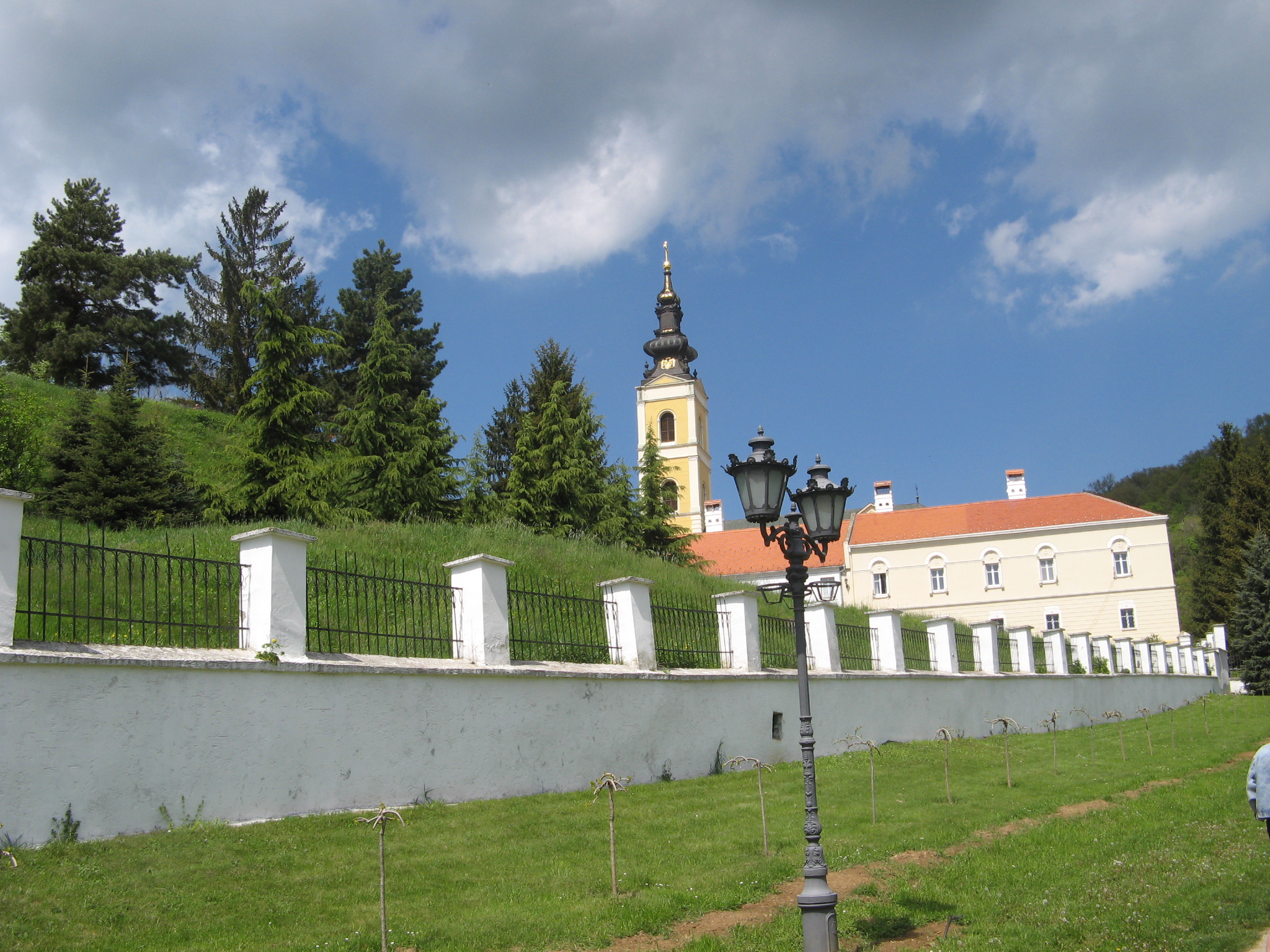
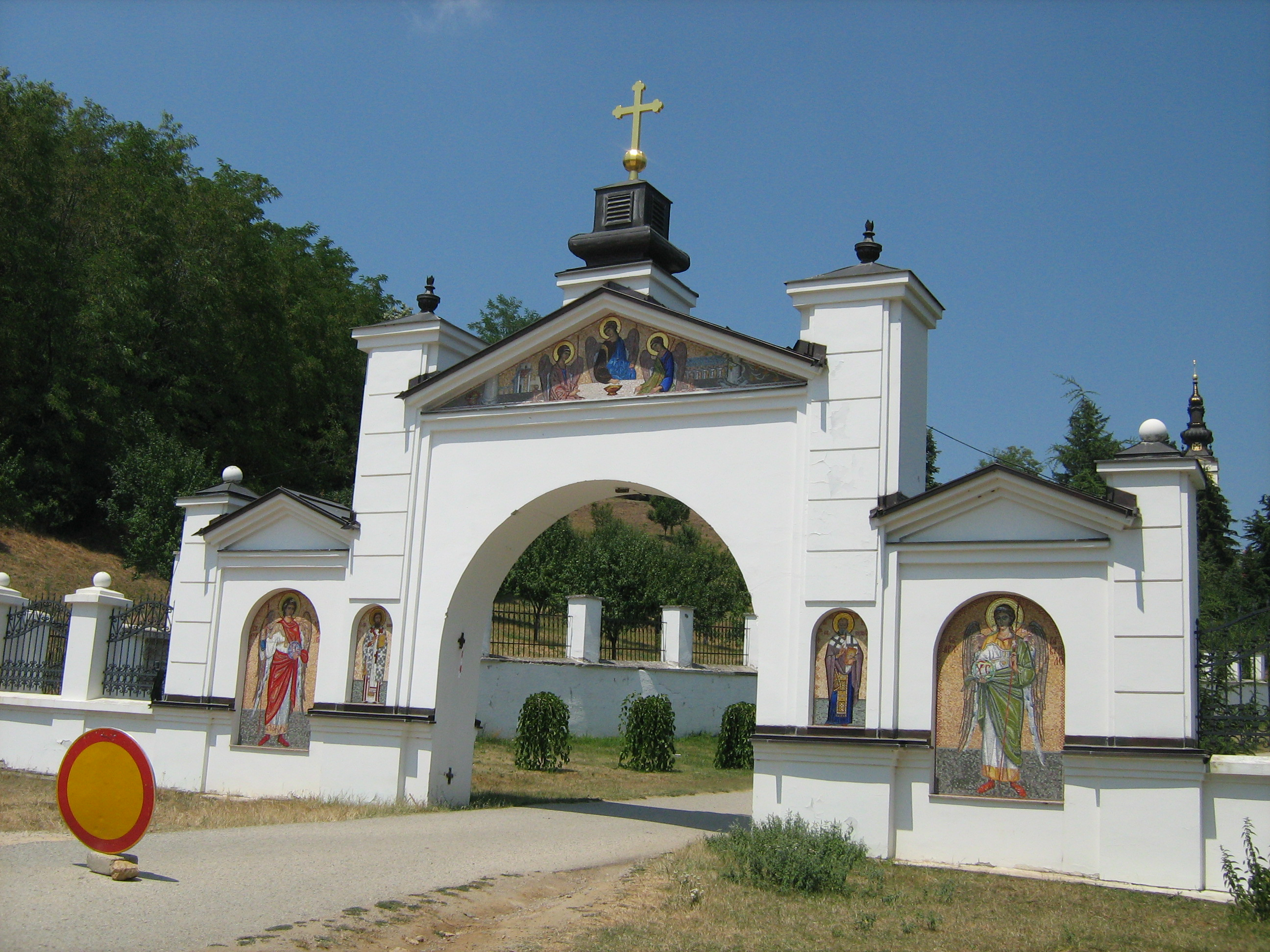
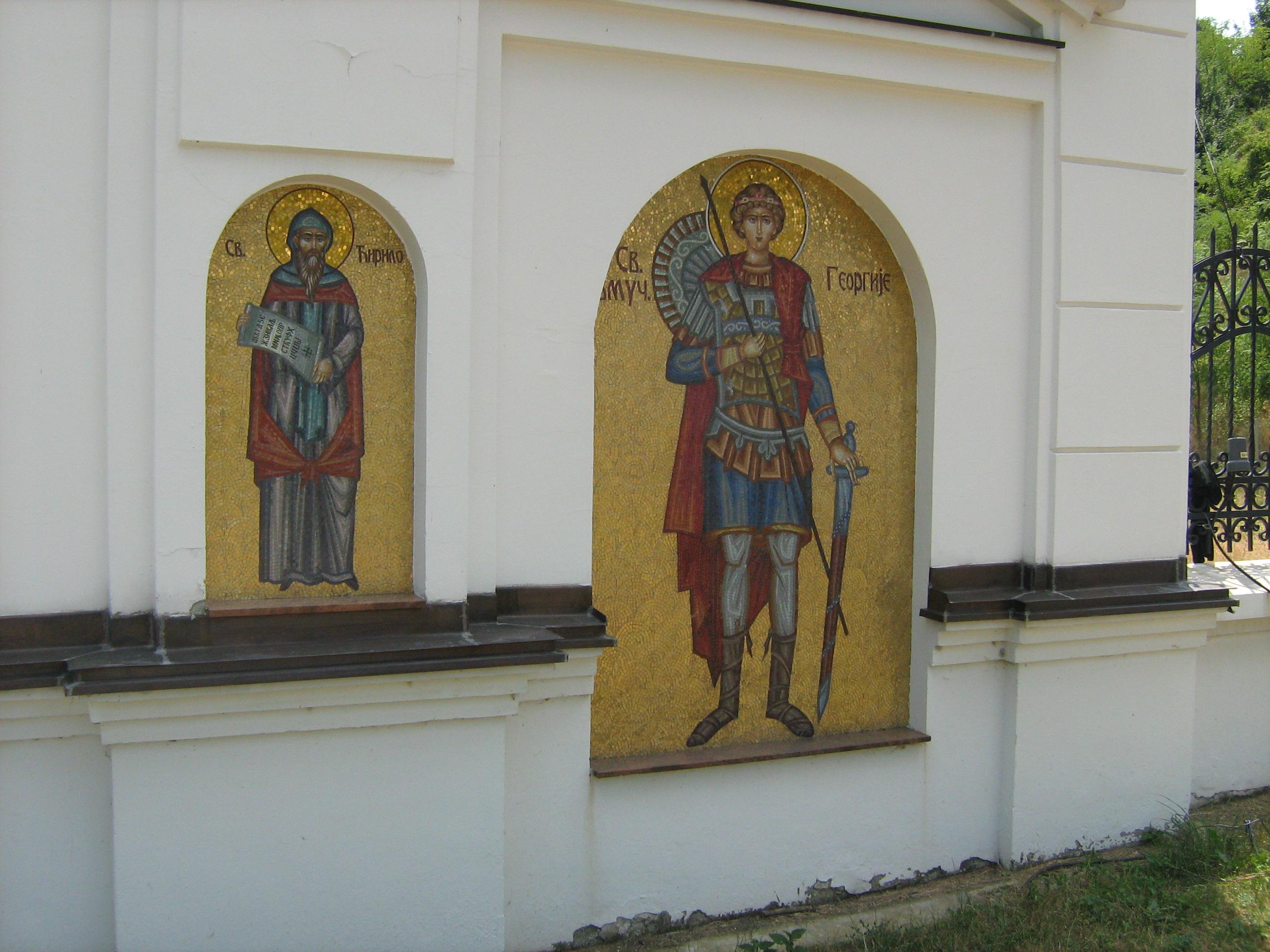
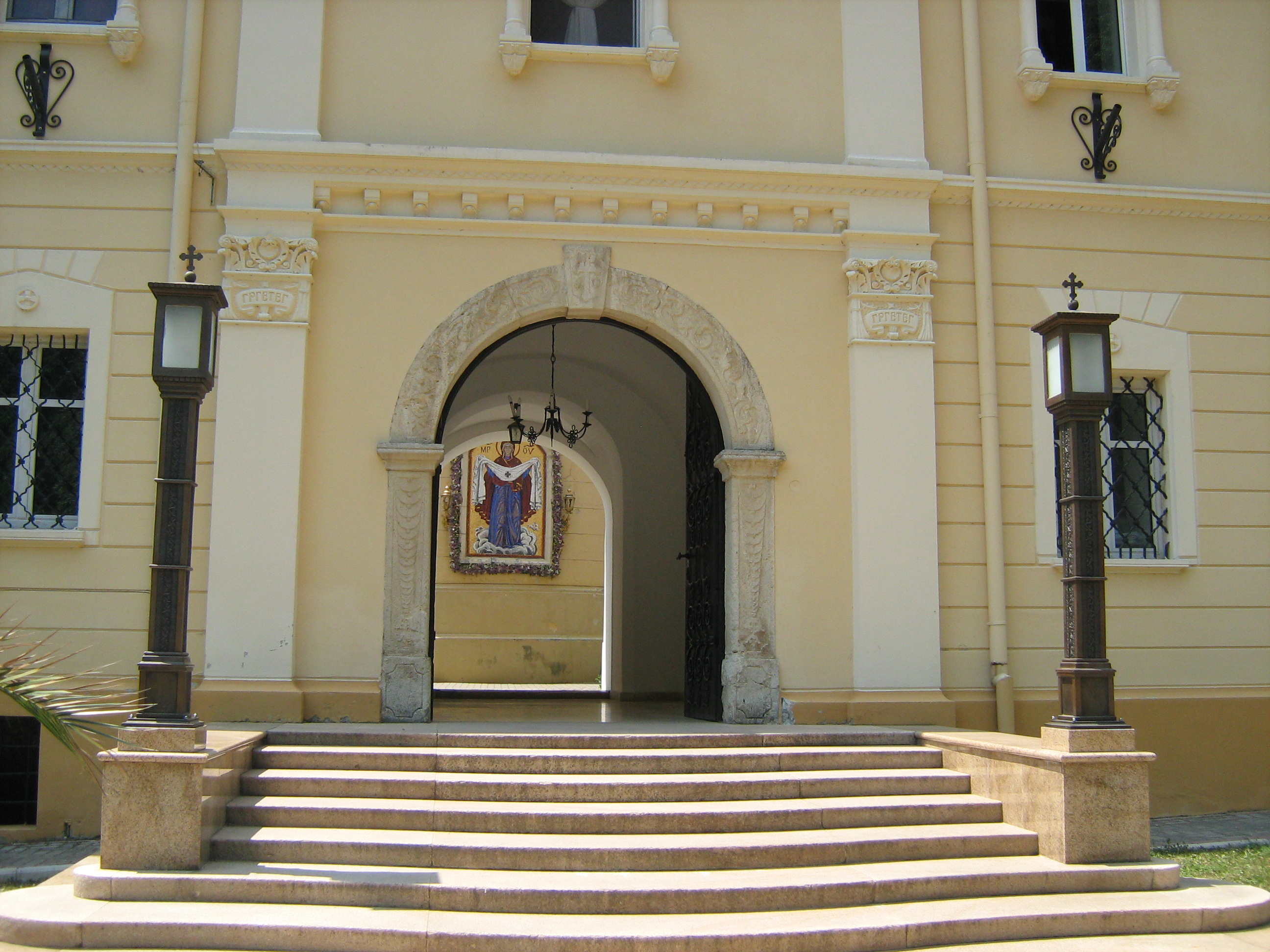
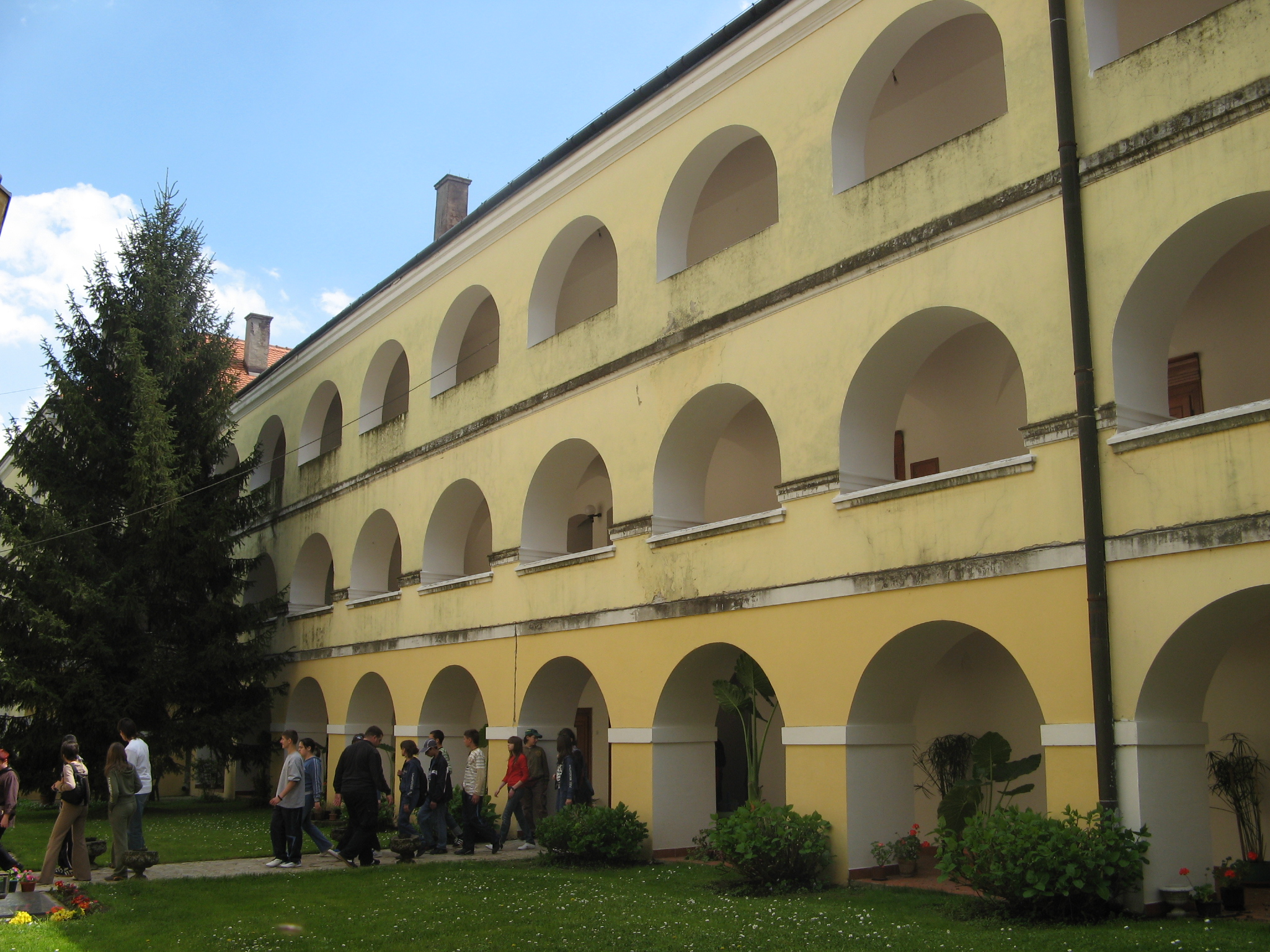
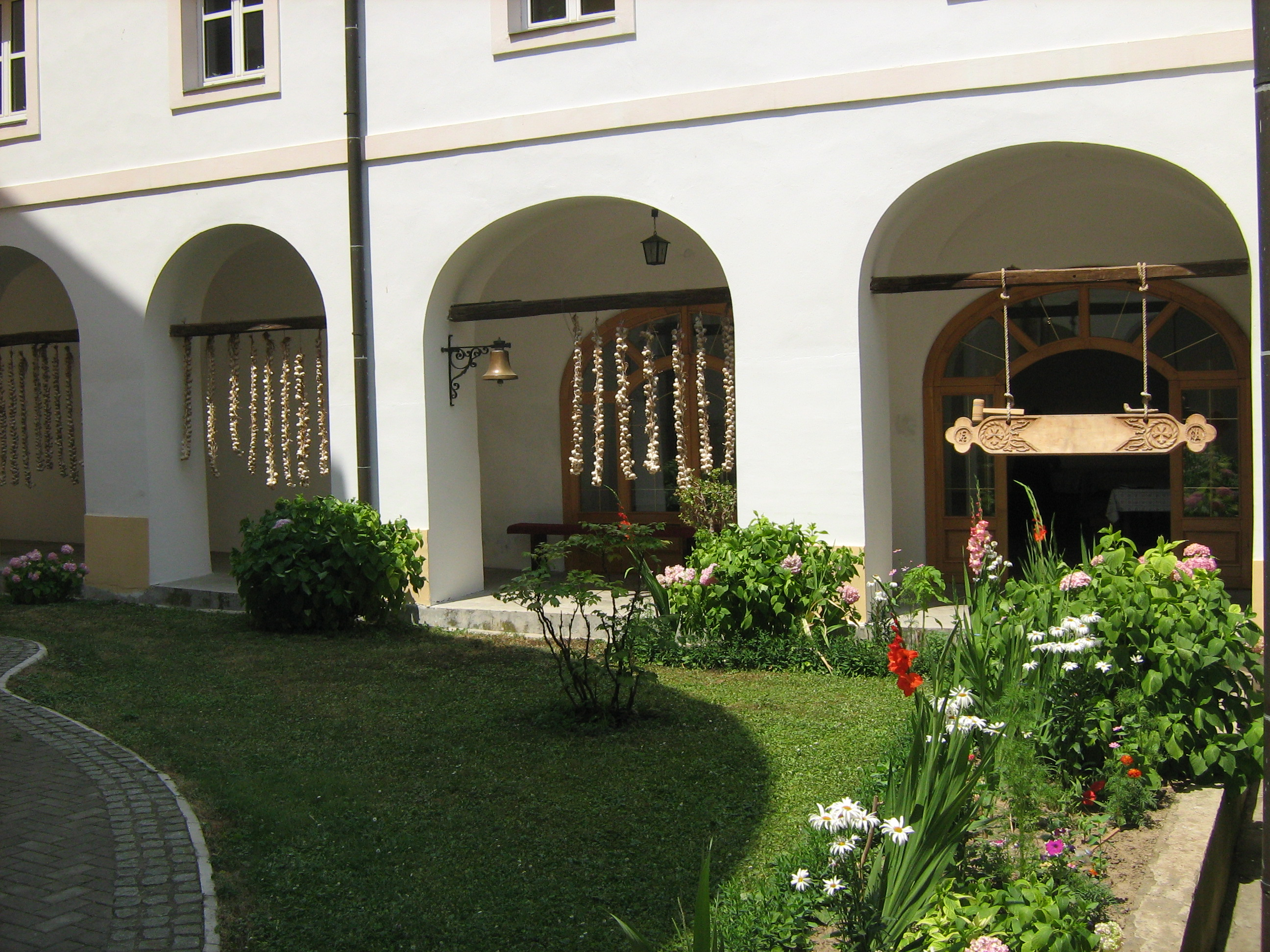
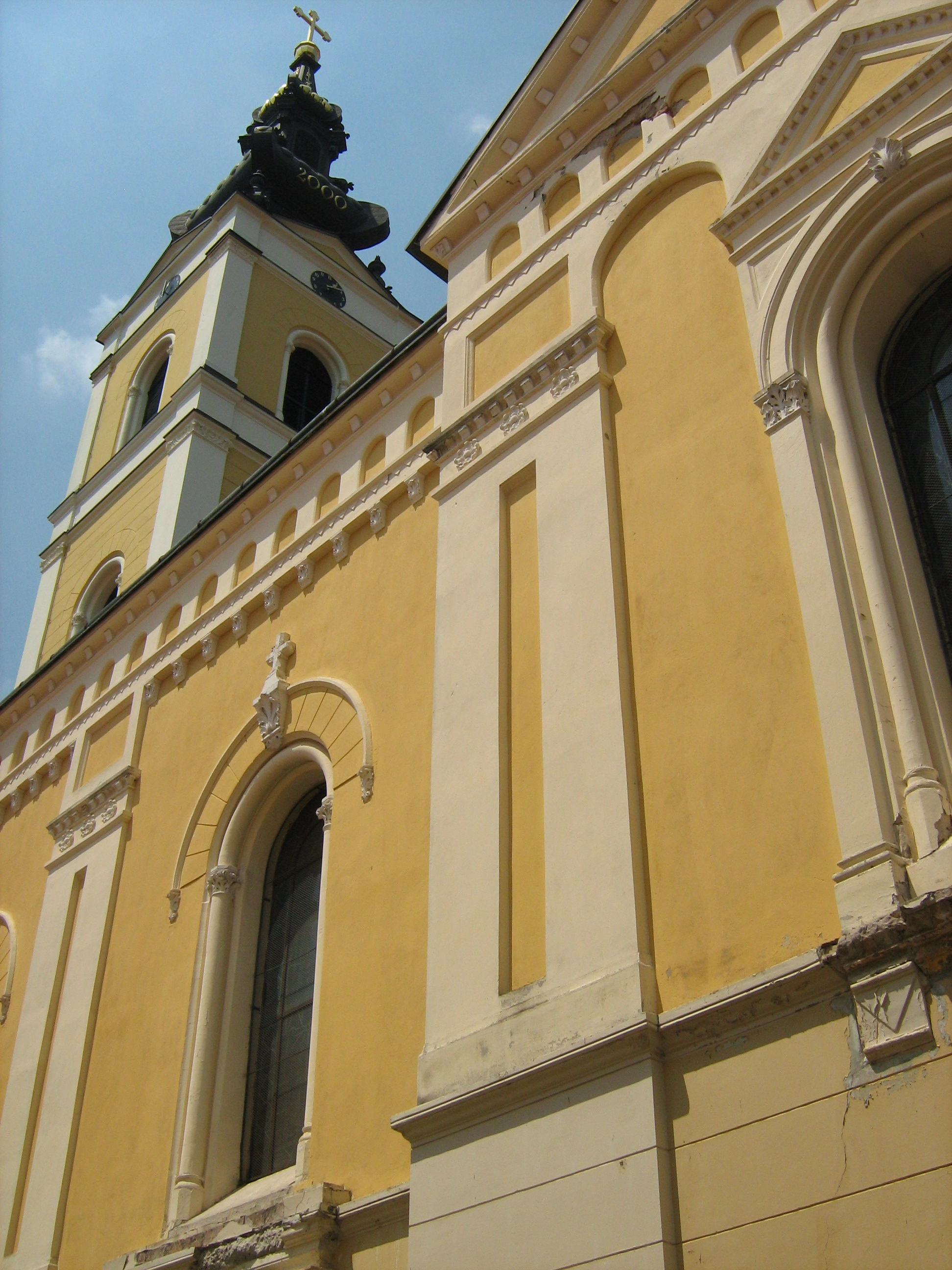
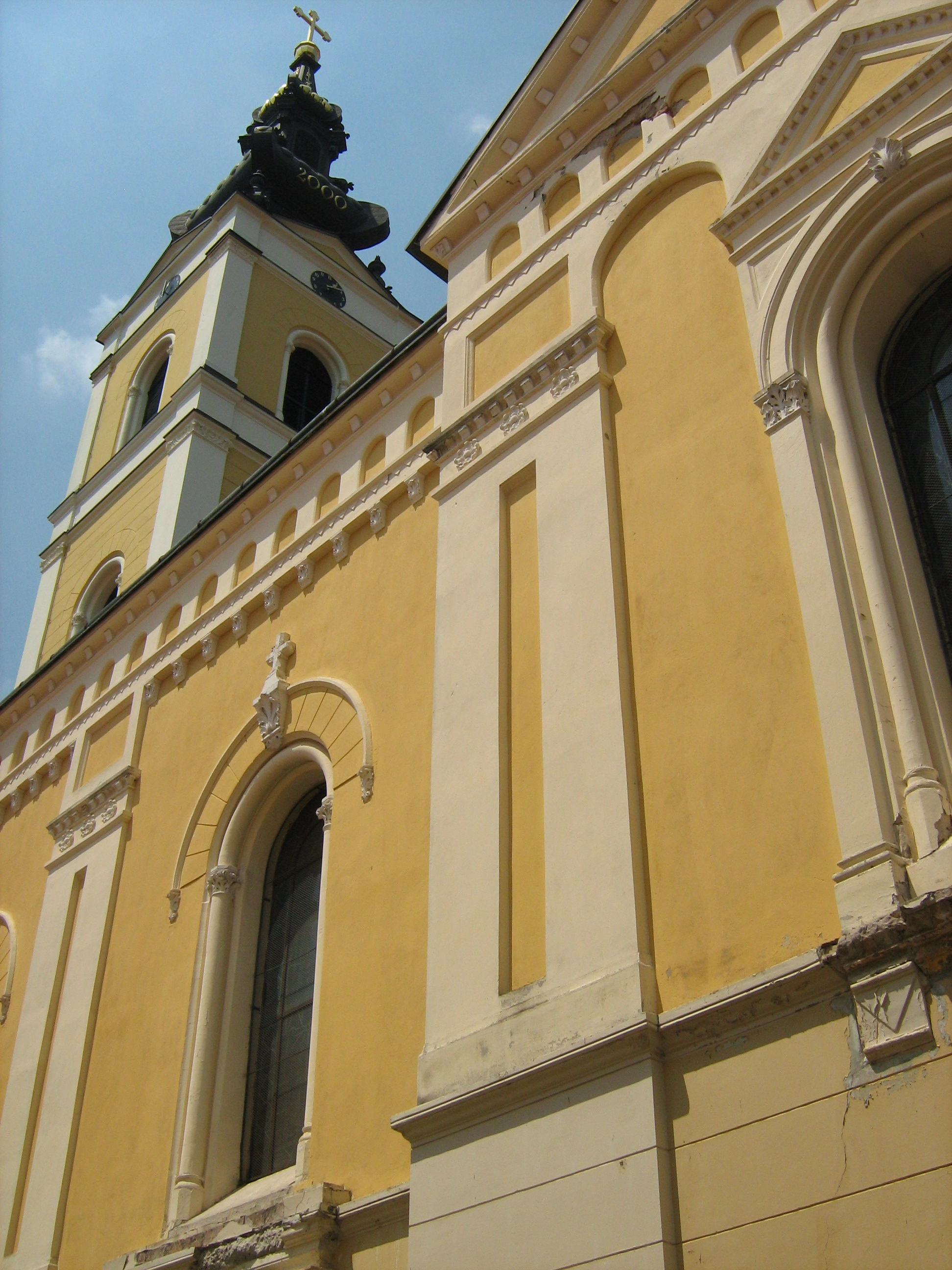
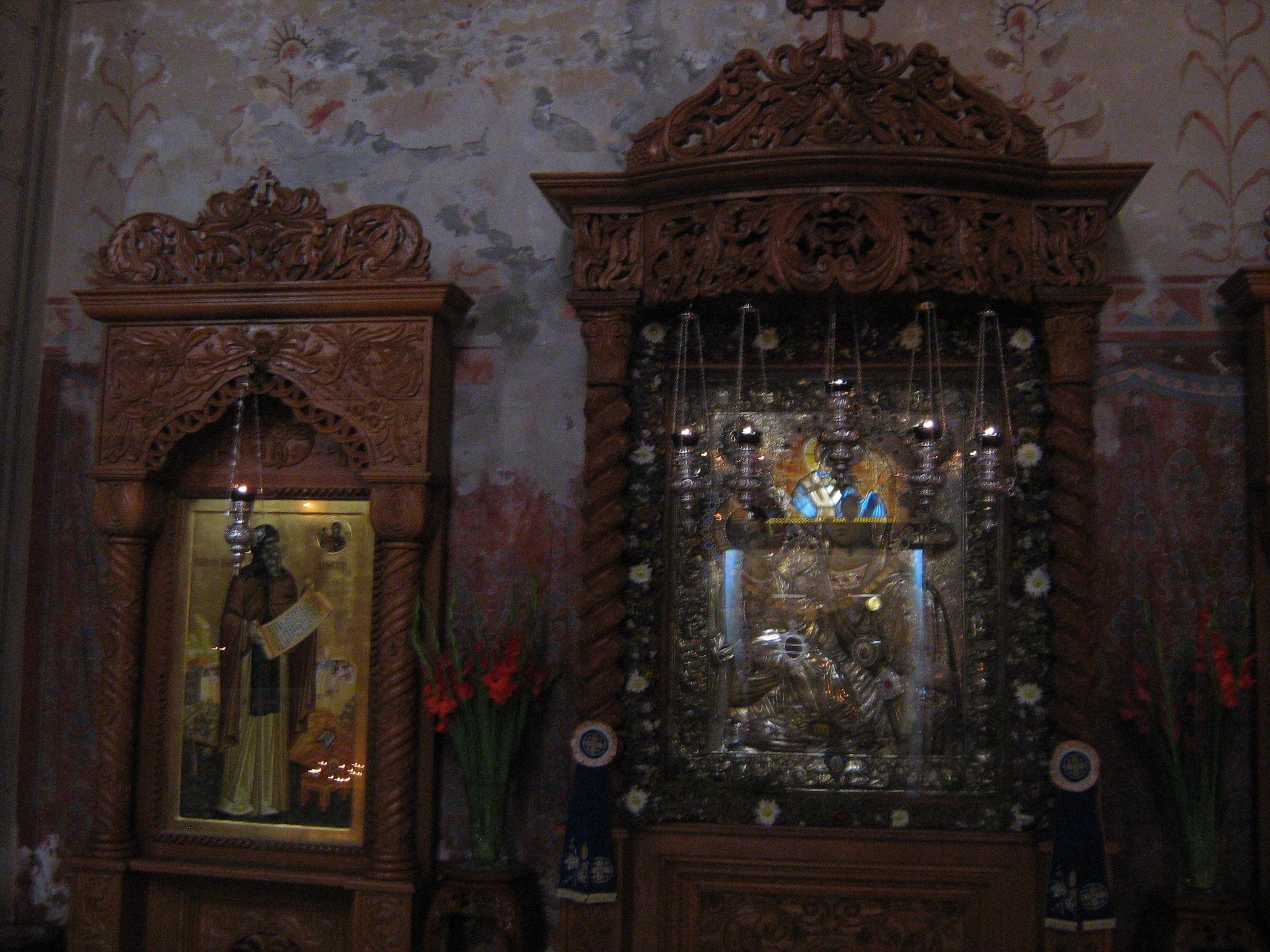
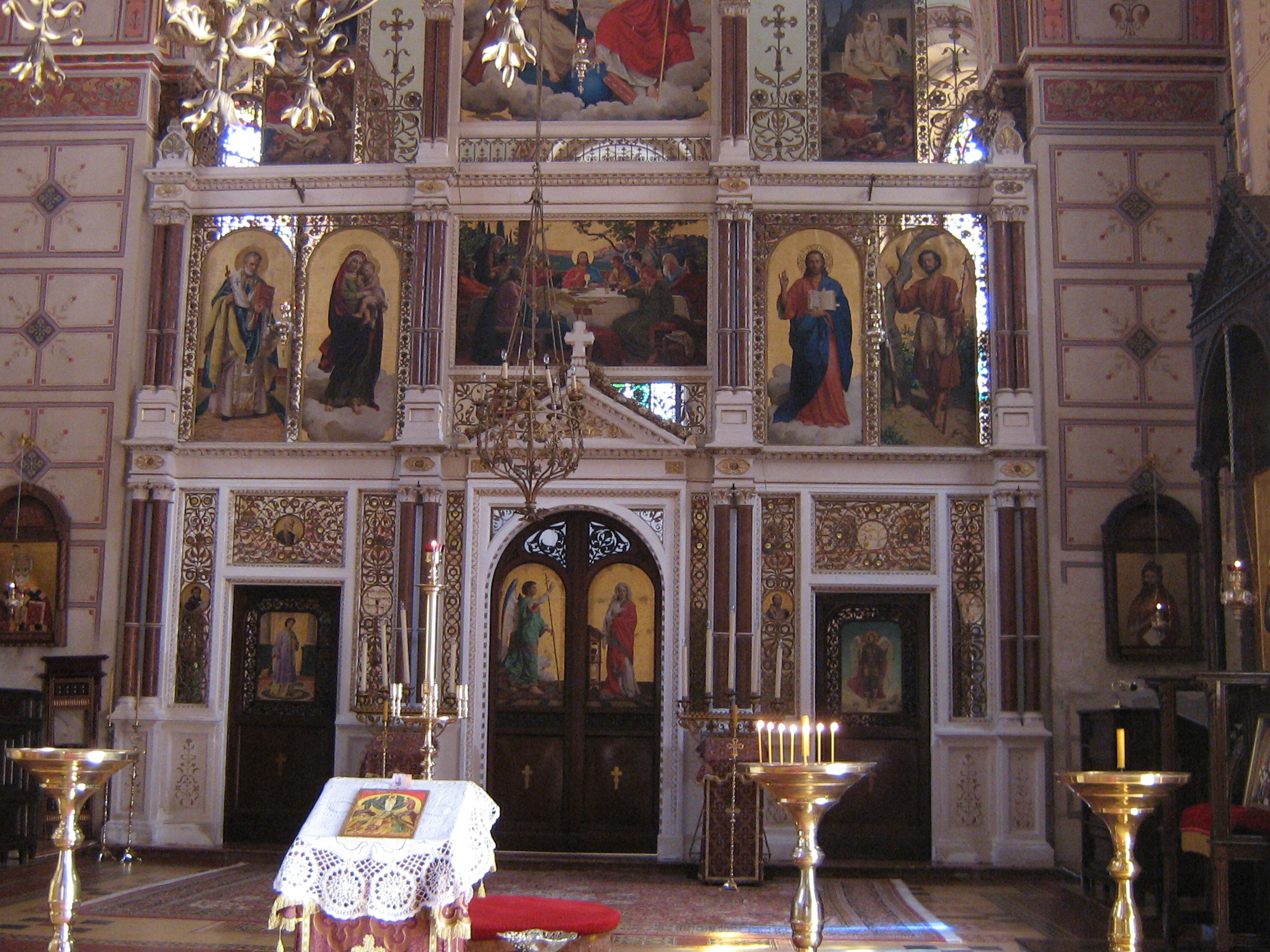
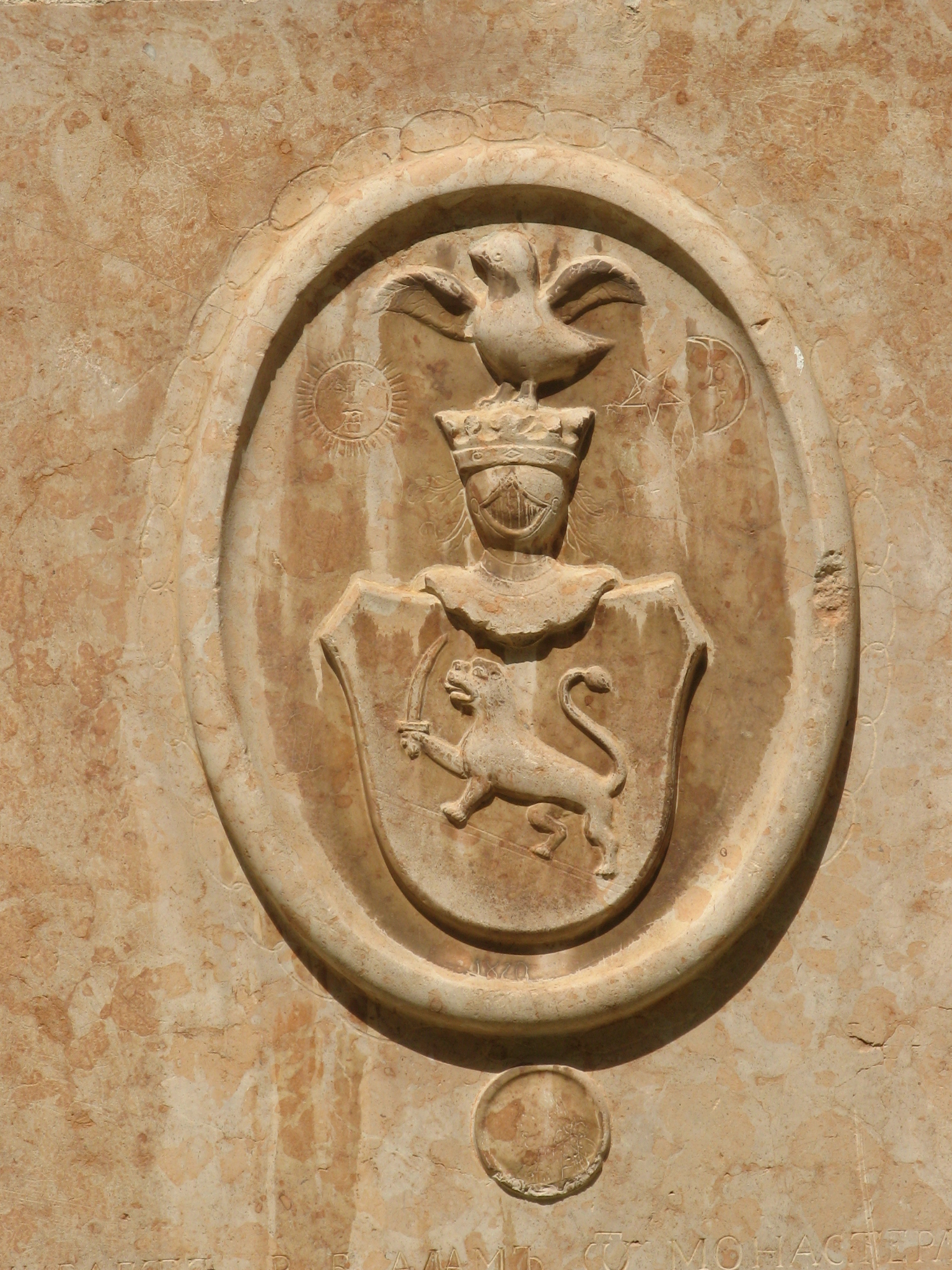

## Fordítás
Ez a szócikk részben vagy egészben  a   Manastir Grgeteg című szerbhorvát Wikipédia-szócikk ezen változatának fordításán alapul.  Az eredeti cikk szerkesztőit annak laptörténete sorolja fel. Ez a jelzés csupán a megfogalmazás eredetét és a szerzői jogokat jelzi, nem szolgál a cikkben szereplő információk forrásmegjelöléseként.